# Marie-Jacques-Henri Chanoine
Marie-Jacques-Henri Chanoine, francoski general, * 1882, † 1944.